# Kola (Mali)
Kola è un comune rurale del Mali facente parte del circondario di Bougouni, nella regione di Sikasso.
Il comune è composto da 9 nuclei abitati:
- Djoutiébougou
- Faraba
- Klé-Bougouda
- Klé-Sokoro
- Kola
- Kola–Sokoura
- Massala
- Moubougou
- Tonkourabougou